# Allium oreophiloides
Allium oreophiloides är en amaryllisväxtart som beskrevs av Eduard August von Regel. Allium oreophiloides ingår i släktet lökar, och familjen amaryllisväxter.

## Underarter
Arten delas in i följande underarter:
- A. o. oreophiloides
- A. o. salangense